# بیلی وردین ردوکتاز
بیلی وردین ردوکتاز نوعی آنزیم است که در شرایط عادی در تمام بافت‌ها یافت می‌شود، اما به طور ویژه در ماکروفاژهای کبد و طحال فعالیت دارد. این آنزیم در تبدیل بیلی وردین به بیلی روبین نقش دارد. این تبدیل از راه احیای پیوند دوگانه بین دومین و سومین حلقه پیرولی و تبدیل آن به پیوند ساده رخ می‌دهد.
این آنزیم دارای دو ایزوزیم است که به وسیله دو ژن جداگانه کد می‌شوند: بیلی وردین ردوکتاز آ (BLVRA) و بیلی وردین ردوکتاز ب (BLVRB).